# Колледж Эшбери

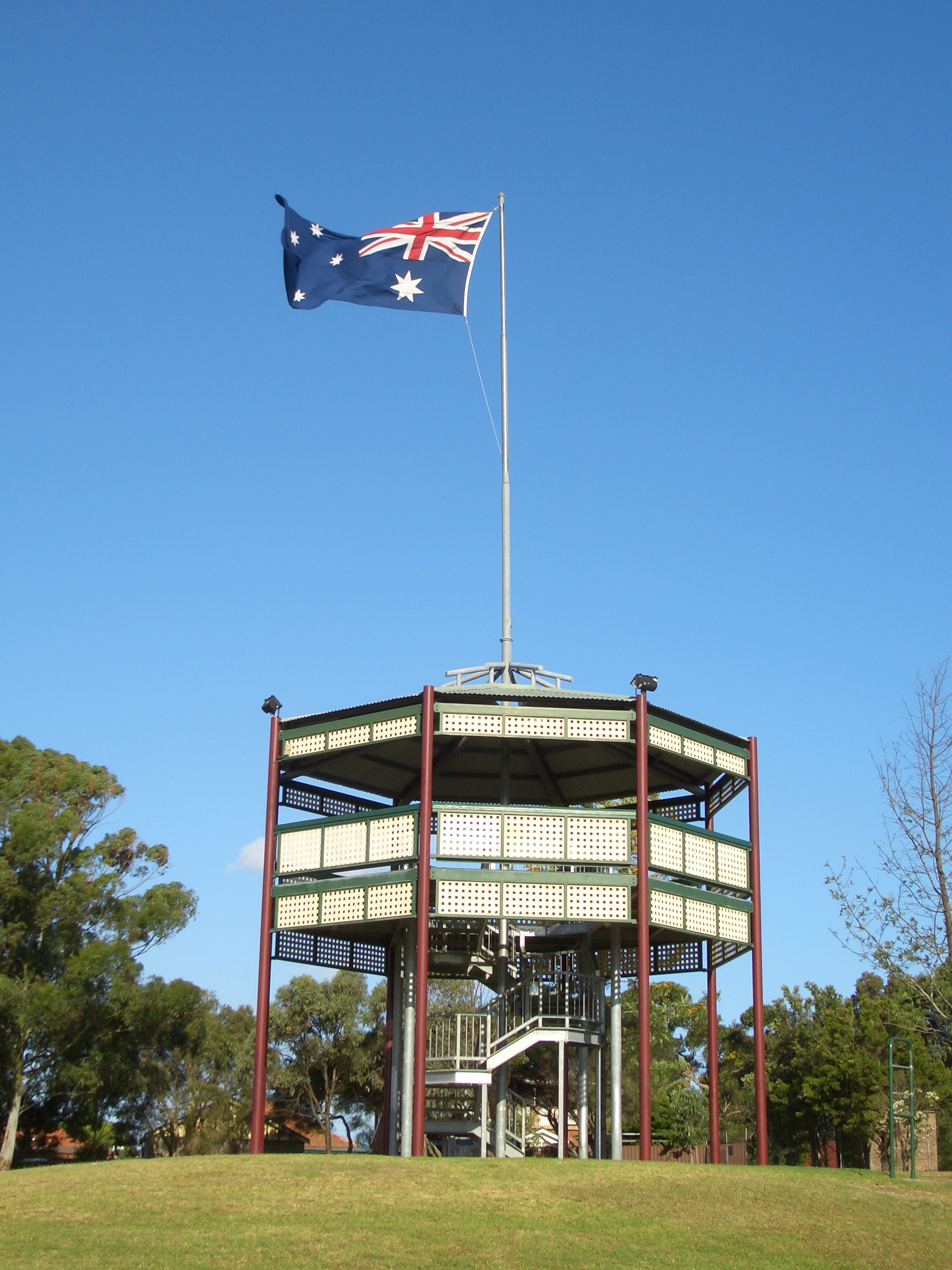
Кампус колледжа Эшбери, Оттава.

Колледж Эшбери, англ. Ashbury College — престижная независимая частная школа в г. Оттава. Расположена в фешенебельном районе Роклифф-парк. Предоставляет возможности как дневного обучения, так и интерната.
Основана в 1891 г., переехала в своё нынешнее помещение в 1910 г. Ранее она занимала помещение, где сейчас расположен Сенат Канады. Это школа, участвующая в программе международного бакалавриата. Колледж входит в состав Канадской ассоциации независимых школ и Круглой площади. В настоящее время в школе обучается около 500 учеников старших классов (9-12) 150 — младших (4-8).
Эшбери изначально был предназначен только для мальчиков, однако с 1982 г. стал принимать и девочек. В настоящее время соотношение мальчиков и девочек составляет в старших классах около 55 %/45%, имеется тенденция к выравниванию. Кампус школы расположен в престижном районе Роклифф-парк, его площадь составляет 48562 кв. м.
Плата за обучение в 2009—2010 гг. учебном году составляла $18250 в год для дневных студентов и $42250 для студентов интернатного обучения. В год в школе обучается около 80 интернатников из примерно 30 стран мира.
Известным выпускником школы были Джон Тёрнер, 17-й премьер-министр Канады;.